# Jaime Camino
Jaime Camino Vega de la Iglesia (Barcelona, 11 de octubre de 1936-Barcelona, 4 de diciembre de 2015) fue un escritor, guionista y director de cine español.

## Biografía
Realizó estudios de Derecho en la Universidad de Barcelona y cursó además estudios musicales (piano y armonía). Tras un primer trabajo literario en forma de novela (La coraza, finalista del Premio Nadal y todavía inédita), inició su obra cinematográfica. Se lo asocia habitualmente a la llamada Escuela de Barcelona, un grupo de directores de cine comprometidos con la renovación del cine bajo la dictadura de Franco, con una filmografía con una temática centrada en la Guerra civil española y un estilo orientado hacia la Nouvelle vague francesa. Estuvo entre los fundadores del Instituto del Cine Catalán, creado en 1975.
Entre sus películas destacan su primer largometraje, Los felices 60 (1963), crítica de la burguesía catalana con estética de neorrealismo italiano; Mañana será otro día (1966), una ácida visión del mundo del cine y la publicidad; y Dragón Rapide (1986), visión de la conspiración militar durante los días previos al comienzo de la Guerra Civil centrada en el avión que llevó al futuro dictador Francisco Franco (encarnado por Juan Diego) desde Marruecos a España. En El balcón abierto (1984), con guion de Caballero Bonald, se acerca a la figura de Federico García Lorca. En El largo invierno (1992), contó con Vittorio Gassman como actor principal.
Tuvo tropezones con la censura franquista con Las largas vacaciones del 36 (1976), para la cual la escena de la entrada de la caballería mora en Barcelona fue un problema. Como escritor compuso, además de La coraza, otra novela, Moriré en Nueva York (1996) y el ensayo El oficio de director de cine (1997). 
Tras superar un cáncer de pulmón con metástasis cerebral en 2001, asistir en 2008 a una revisión de su trayectoria en el Festival Internacional del Cine Mediterráneo de Montpellier y recibir el Premio Gaudí de honor concedido por la Academia Catalana de Cine en 2009, falleció el 4 de diciembre de 2015 en su ciudad natal.

## Filmografía
- 2001. Los niños de Rusia, documental.
- 1992. El largo invierno, Premio de la Generalitat al mejor largometraje.
- 1988. Luces y sombras
- 1986. Dragon Rapide
- 1984. El balcón abierto
- 1980. La campanada
- 1978. La vieja memoria
- 1976. Las largas vacaciones del 36, premio de la Crítica del Festival de cine de Berlín.
- 1973. Mi profesora particular
- 1969. Jutrzenka - Un invierno en Mallorca, basado en la obra de George Sand
- 1969. España otra vez
- 1966. Copa Davis-1965, documental.
- 1966. Mañana será otro día
- 1964. Los felices 60
- 1962. Centauros 1962, cortometraje.
- 1962. El toro, vida y muerte
- 1961. Contrastes, cortometraje.

## Libros publicados
- La coraza (1960), novela inédita finalista del premio Nadal.
- Tocar el piano mata (guion cinematográfico) Madrid, 1972.
- 1945 (guion cinematográfico), Barcelona: Tibidabo Films, 1975.
- Íntimas conversaciones con la Pasionaria, Barcelona: DOPESA, [1977]
- La guerre d'Espagne: vue par le cinéma, Perpignan: C.C.P., 1977.
- Éramos tan felices (guion cinematográfico). Barcelona: Tibidabo Films, 1981.
- Recuérdame, con Román Gubern. 1981.
- Moriré en Nueva York, Barcelona: Seix Barral, 1996.
- El oficio de director de cine, Madrid: Cátedra, 1997.
- La vieja memoria, Castellón: Ellago Ediciones, 2006.

## Premios y distinciones
Recibió diversos premios por su trayectoria cinematográfica, como el Sant Jordi, el Gaudí d'Honor y la Medalla al Mérito Cultural del Ayuntamiento de Barcelona.
Festival Internacional de Cine de Berlín
| Año  | Categoría       | Película                     | Resultado |
| ---- | --------------- | ---------------------------- | --------- |
| 1976 | Premio FIPRESCI | Las largas vacaciones del 36 | Ganadora  |